# Хеннер, Евгений Карлович
Евге́ний Ка́рлович Хе́ннер (род. 18 апреля 1946, Березники) — российский учёный-физик, специалист в области информационных технологий в образовании, доктор физико-математических наук, профессор, Член-корреспондент РАО (2008). Заведующий кафедрой дискретной математики и информатики (2002—2008), заведующий кафедрой информационных технологий (2008—2018) механико-математического факультета, проректор по информатизации (2002—2005), проректор по научной работе и инновациям (2005—2012) Пермского университета. Лидер научного направления «Информационные технологии в образовании».

## Биография
Брат физика В. К. Хеннера. В 1969 году окончил физический факультет Пермского университета. В 1971—1972 годах — лаборант кафедры теоретической физики Пермского университета.
В 1972—1985 годах — ассистент, старший преподаватель, доцент кафедры математического анализа Пермского государственного педагогического института. В 1973 году в Казанском университете защитил кандидатскую диссертацию «О нелинейном парамагнитном резонансе».
В 1985—2002 годах — заведующий кафедрой информатики и вычислительной техники ПГПУ. В 1989—1997 годах — декан математического факультета, в 1997—2002 годах — декан факультета информатики и экономики ПГПУ (на факультете — руководитель научного направления). В 1991 году защитил докторскую диссертацию «Спиновая динамика в магниторазбавленных твердых телах при низких температурах» в Казанском физико-техническом институте РАН с присвоением степени доктор физико-математических наук.
С 2002 года — член учёного совета, в 2002—2005 — проректор по информатизации, в 2005—2012 годах — проректор по научной работе и инновациям Пермского университета. В 2002—2008 годах — заведующий кафедрой дискретной математики и информатики механико-математического факультета, в 2008—2018 годах — заведующий кафедрой информационных технологий ПГНИУ.
С 1996 года — действительный член Академии информатизации образования (Россия), с 1998 года — действительный член Международной академии информатизации. 23 декабря 2008 года избран членом-корреспондентом Российской академии образования по Отделению общего образования.

## Научная деятельность
Ранние исследования Е. К. Хеннера посвящены созданию статистической теории магнитного резонанса и установлению равновесия в твёрдых парамагнетиках с низкой концентрацией магнитных центров. Создана последовательная статическая теория спиновой динамики, разработаны новые методы исследования. Ряд работ был опубликован в ведущих российских и зарубежных научных журналах.
С середины 1990-х годов основные научные интересы Е. К. Хеннера переносятся в сферу методики образования. Под его руководством создана научная школа по использованию информационных технологий в образовании, участники которой работают как в Пермском крае, так и в других регионах. Полученные им и его учениками фундаментальные и прикладные результаты в области информационно-технологической подготовки педагогических кадров широко известны в стране.
Е. К. Хеннер ведёт значительную работу и как организатор процессов информатизации образования. В 1993—1997 годах под его руководством был выполнен цикл работ, удостоенный в 1997 году премии Президента РФ. Неоднократно участвовал в решении проблем информатизации образования на федеральном уровне.
В 1994—1995 и 1999—2004 годах был членом рабочих групп Министерства образования РФ, разрабатывавших государственный стандарт общего образования по информатике, в 1994 и 1999 годах в рамках учебно-методического совета участвовал в разработке стандарта подготовки учителя информатики. В 1997—1999 годах был членом научно-технического совета по информатизации, а в 2002—2003 годах — членом Федерального совета по информатизации образования при Минобразования.
Начиная с 1998 года является председателем регионального координационного совета по информатизации образования и науки при Совете ректоров и министерстве образования Пермской области.
В 2006 году руководил подготовкой заявки инновационной образовательной программы Пермского государственного университета на участие в национальном проекте «Образование», победившей на конкурсе, а в последующие два года — директором программы.
Участвовал в международном проекте Института ЮНЕСКО по информационным технологиям в образовании «Повышение квалификации в области использования ИКТ в профессиональной деятельности», а также в проведении учебных семинаров для работников образования Республики Азербайджан (Баку, 2003) и Республики Армения (Ереван, 2004).
С 2002 года — член диссертационного совета по специальности 13.00.02 — Теория и методика обучения (математика, информатика) при Омском государственном педагогическом университете.

## Награды и звания
- 1985 год — нагрудный знак «За отличные успехи в работе».
- 1994 год — нагрудный знак «Отличник народного просвещения».
- 1996 год — медаль им. К. Д. Ушинского.
- 1997 год — лауреат премии Президента РФ в области образования.
- 2009 год — звание "Заслуженный деятель науки Российской Федерации".
- 2009 год — лауреат премии I степени Администрации Пермского края в области педагогики и психологии.

## Основные работы
Научные статьи — 110, монографии — 4, учебники и учебные пособия — 20, авторские свидетельства — 4.
Книги
- Могилев А. В., Пак Н. И., Хеннер Е. К. Информатика. Учебное пособие. Рекомендовано Минобразования РФ. М: Издательский дом «Академия». 8 изданий, 1999—2012 гг. 842 с.
- Семакин И. Г., Хеннер Е. К. Информационные системы и модели. Учебное пособие. М.: БИНОМ. Лаборатория знаний. 2005. 303 с.
- Корниенко С. И., Маланин В. В., Оспенникова Е. В., Семакин И. Г., Хеннер Е. К. Формирование информационно-коммуникационной компетентности выпускников классического университета. — Пермь: Перм. ун-т, 2007. — 224 с.
- Лапчик М. П., Хеннер Е. К. и др. Теория и методика обучения информатике. Учебник. Рекомендован УМО педобразования Минобрнауки РФ. М.: Издательский центр «Академия». 2008. 592 с.
- Лапчик М. П., Рагулина М. И., Хеннер Е. К. Численные методы. Рекомендован УМО педобразования Минобрнаки РФ. М.: Академия-медиа, 2009.
- Семакин И. Г., Хеннер Е. К., Шестакова Л. В. Информатика и ИКТ. Профильный уровень. Учебник для 11 класса. Рекомендован Минобрнауки РФ. М.: Бином. Лаборатория знаний. 2012. 350 с.
- Семакин И. Г., Хеннер Е. К., Шеина Т. Ю. Информатика и ИКТ. Базовый уровень. Учебник для 10 класса. Рекомендован Минобрнауки РФ. М.: Бином. Лаборатория знаний. 2013. 264 с.
- Семакин И. Г., Хеннер Е. К., Шеина Т. Ю. Информатика и ИКТ. Базовый уровень. Учебник для 11 класса. Рекомендован Минобрнауки РФ. М.: Бином. Лаборатория знаний. 2013. 224 с.

Статьи
- Скуратов А. К., Хеннер Е. К., Богданов М. Ю., Бояшова С. А., Ярных В. В., Перевалов В. А., Макаров С. И. Отраслевой центр мониторинга и сертификации компьютерной грамотности и ИКТ-компетентности в системе образования Российской Федерации // Дистанционное и виртуальное обучение. 2008. № 6. С. 54-62.
- Мелехин В. А., Хеннер Е. К. Структурно-информационная модель научной деятельности классического университета // Университетское управление: практика и анализ. 2008. № 6.
- Семакин И. Г., Хеннер Е. К. Система обучения информатике студентов вузов в условиях высокоразвитой информационно-образовательной среды // Педагогическая информатика. 2009. № 1. С. 51-60.
- Хеннер Е. К. Структурирование и формализация требований к компьютерной грамотности и ИКТ-компетентности субъектов системы непрерывного образования // Информатизация образования и науки. 2009. № 2. С. 71-85.
- Хеннер Е. К. Компьютерная грамотность и ИКТ-компетентность участников системы непрерывного образования // Информатика и образование. 2009. № 3. С. 4-9.
- Гагарина Д. А., Хеннер Е. К. Структура высокоразвитой информационно-образовательной среды инновационного университета // Университетское управление: практика и анализ. 2009. № 3. С. 69-73.
- Макарихин И. Ю., Хеннер Е. К. Концепция интеллектуальной информационной системы поддержки информационной образовательной среды инновационного университета // Университетское управление: практика и анализ. 2009. № 5. С. 36-40.
- Русаков С. В., Семакин И. Г., Хеннер Е. К. Анализ структуры подготовки специалистов по информатике и информационным технологиям в российской системе высшего профессионального образования // Вопросы образования. 2010. № 3. С. 135—151.
- Кузнецов А. А., Хеннер Е. К., Имакаев В. Р., Новикова О. Н., Чернобай Е. В. Информационно-коммуникационная компетентность современного учителя // Информатика и образование. 2010. № 4. С. 3-11.
- Кузнецов А. А., Хеннер Е. К., Имакаев В. Р., Новикова О. Н. Проблемы формирования информационно-коммуникационной компетентности учителя российской школы // Образование и наука. 2010. № 7. С. 88-96.
- Семакин И. Г., Хеннер Е. К. Школьная информатика на новом этапе // Информатика и образование. 2010. № 10. С. 5-13.
- Семакин И. Г., Хеннер Е. К. Профильное обучение в школе как этап подготовки специалистов по информатике и информационным технологиям // Информатизация образования и науки. 2011. № 1. С. 3-14.
- Русаков С. В., Соловьёва Т. Н., Хеннер Е. К. Концепция интегрированной подготовки ИТ-специалистов: деятельностно-компетентностный подход // Информатизация образования и науки. — 2013. — Вып. 1 (17). — С. 3-15.
- Хеннер Е., Stallmann M. Подготовка специалистов по ИТ: Россия и США // Открытые системы. — 2013. — № 3. — С. 58-62.
- Семакин И. Г., Хеннер Е. К. Современное состояние школьного предмета «Информатика» в России // Комп’ютер у школi та сim’i. — 2014. № 1(113), 2014. — С. 6-14.
- Khenner E. K., Semakin I. G. School subject Informatics (Computer Science) in Russia: Educational Relevant Areas. ACM Journal «Transactions on Computing Education» (TOCE). Special issue on computing education in K-12 schools from a cross-national perspective. June 2014, Volume 14 Issue 2. 10 pages.